# Marie Severin
Marie Severin   (East Rockaway, 21 d'agost de 1929 - Amityville, 29 d'agost de 2018) va ser una artista de còmics estatunidenca, considerada una de les pioneres de la indústria del còmic nord-americana. Va ser inclosa al Saló de la Fama de Will Eisner i del Harvey Awards Hall of Fame.

## Biografia
Marie Severin va néixer a East Rockaway, Nova York, a Long Island,la segona i última filla de John Edward Severin, nascut a Oslo, Noruega, que va emigrar als Estats Units als 3 anys, i Marguerite (Powers) Severin, de Syracuse (Nova York), d'origen irlandès. El seu germà gran, John Severin, va néixer el 1922. La família es va mudar a Brooklyn, Nova York, quan Marie tenia 4. Va assistir a l'escola catòlica de nenes Bishop McDonnell Memorial High School. A causa del calendari esglaonat de l'escola secundària, la classe de Severin es va graduar el gener de 1948, enlloc d'a la meitat d'any que era el més habitual.
Severin va créixer en una llar d'artistes on el seu pare, un veterà de la Primera Guerra Mundial, es va convertir en dissenyador per a la companyia de moda Elizabeth Arden durant la dècada de 1930. En la seva adolescència, Severin va prendre el que va recordar com a "un parell de mesos" de classes de dibuixos i il·lustració i va assistir al Pratt Institute a Brooklyn "per un dia i va dir: 'Això és un col·legi', i volia dibuixar i guanyar diners". La seva primera feina va ser fer treball clerical per a una companyia d'assegurances al centre de Manhattan "durant un parell d'anys" mentre vivia a casa. Va continuar vivint allà després de la mort del seu pare.

## Carrera
Severin estava treballant a Wall Street quan el seu germà John, llavors artista d'EC Comics, va necessitar una colorista per treballar allí. El primer treball conegut de Marie Severin en comic-books va ser el color per A Moon, a Girl ... Romance #9 (Oct. 1949) per EC Comics.
Ella contribuiria a acolorir tota la línia de la companyia, inclosos els seus còmics bèl·lics i la seva cèlebre, però notòriament gràfica còmics de terror, i també va treballar en el final de la producció de còmics, fent petits retocs a l'art. Quan EC va deixar de publicar a conseqüència de les audiències al Senat dels Estats Units sobre els efectes dels còmics sobre els nens i l'establiment del Comics Code, Severin va treballar breument per a la predecessora dels anys 1950 de Marvel Comics, Atlas Comics. Després d'una caiguda de la indústria cap al 1957, va marxar i va trobar feina al Banc de la Reserva Federal de Nova York. Ella va recordar el 2001: "Vaig fer una mica de tot per ells; vaig fer gràfics d'economia per a la televisió [i] vaig fer molts dibuixos. Vaig fer un còmic [educatiu] en el qual el meu germà va fer els acabats... sobre xecs".
El 1959 començà a treballar en el departament de producció Marvel Comics: quan la revista Esquire els encomanà una doble pàgina sobre «cultura de les drogues en la universitat», Severin rebé l'encàrrec perquè l'encarregat, Sol Brodsky, no volia que l'estrella de l'editorial, Jack Kirby, deixés de fer la seva feina. La seva il·lustració per a la revista va portar a l'editor en cap de Marvel Stan Lee a assignar-li el serial "Doctor Strange" dins la revista "Strange Tales", en substitució de Bill Everett, que va succeir el creador del personatge Steve Ditko. Amb Lee, Severin va crear l'entitat còsmica fictícia del Living Tribunal (Tribunal Vivent) a Strange Tales # 157 (data de portada juny de 1967).
Severin va ser la cap de coloristes de Marvel fins al 1972, moment en el qual va traspassar la majoria de les seves tasques de color a George Roussos per tal de poder fer més dibuix a llapis. En aquella època la feina de colorista era semblada al que actualment seria un separador de color: el colorista barrejava els colors primaris amb colorants solubles en aigua i els pintava sobre una impressió del còmic en tintes en blanc i negre per fer una guia indicant els percentatges de cada color pel separador de la planta d'impressió. Va continuar expandint el seu treball des de colorista per fer llapis i entintat, i de tant en tant també retolació, en diversos títols. Va dibuixar històries de Sub-Mariner i Hulk, i les portades o interiors de títols inclosos Iron Man, Conan the Barbarian, Kull the Conqueror, aquesta amb el seu germà com entintador, The Cat, i Daredevil. A més, va treballar en la revista d'humor satíric de Marvel Crazy Magazine, així com en el còmic d'auto-paròdia de la companyia, Not Brand Echh.
El 1976, Severin va cocrear Spider-Woman, dissenyant el seu vestit original. Va cocrear Doctor Bong l'enemic de Howard the Duck el 1977. Dos anys més tard va proveir l'art per una història de Spider-Man i Hulk per decorar paper de vàter.
A la dècada de 1980 va ser assignada a la divisió de projectes especials de Marvel, que gestionava les llicències no còmiques. Va ajudar a dissenyar maquetes i joguines de pel·lícules i productes de televisió i va treballar en l'empremta de Marvel Books de llibres per pintar i adhesius. Durant aquest temps també va dibuixar els còmics de Fraggle Rock i Muppet Babies per la impremta Star Comics de Marvel.
Durant la dècada següent, Severin va dibuixar la "Impossible Tale" dels "Li'l Soulsearchers" al número # 31 (agost de 1998) del còmic humorístic de superherois de Claypool Comics Soulsearchers and Company, encarregat pel veterà Jim Mooney; i va entintar el llapis de Dave Cockrum al número 43 (juliol de 2000). També va entintar els llapis de Richard Howell a la història "Favor on the Month" a Elvira # 144 (abril de 2005).
Severin es va retirar algun temps després, però va continuar fent aportacions puntuals fins mitjans dels anys 2000, com ara recolorant moltes de les històries de còmics reimpreses als llibres retrospectius B. Krigstein i B. Krigstein Comics. El primer va guanyar els premis de la indústria del còmic Harvey i Eisner el 2003.

## Mort
El 2007, va tenir un infart miocardíac que la va obligar a retirar-se del món dels còmics a Huntington, a l'Estat de Nova York. Va morir el 29 d'agost de 2018 als 89 anys d'un infart.

## Còmics

### Atlas Comics
- Astonishing nº54 (artista) (1956)
- Tales of Justice nº55 (artista) (1957)
- Uncanny Tales nº54 (artista) (1957)
- World of Mystery nº3, 7 (artista) (1956–1957)

### Claypool Comics
- Elvira: Mistress of the Dark nº144 (entintadora) (2005)
- Soulsearchers and Company nº31 (dibuixant a llapis), nº43 (entintadora) (1998–2000)

### DC Comics
- 9-11: The World's Finest Comic Book Writers & Artists Tell Stories to Remember, Volume Two (artista/colorista) (2002)
- Batman Black and White, vol. 2, HC (artista, entre altres) (2002)
- Bizarro Comics HC (entintador/colorista) (2001)
- Fanboy nº4 (artista) (1999)
- L.A.W. (Living Assault Weapons) nº6 (colorista) (2000)
- Looney Tunes nº100 (artista) (2003)
- Pinky and the Brain nº27 (colorista) (1998)
- Supergirl Plus nº1 (colorista) (1997)
- Superman Adventures nº1–12, 14, 22–38, 40–66 (colorista) (1996–2002)

#### Paradox Press
- The Big Book of... Volum 9, 11–14, 17 (artista) (1997–2000)

### Dark Horse Comics
- Harlan Ellison's Dream Corridor Quarterly nº1 (colorista) (1996)
- Michael Chabon Presents the Amazing Adventures of the Escapist nº5 (artista) (2005)

### EC Comics
- A Moon, a Girl... Romance nº9 (colorista) (1949)
- Aces High nº1–5 (colorista) (1955)
- Crime SuspenStories nº17–20, 22–27 (artista/colorista) (1953–1955)
- Extra! nº1–5 (colorista) (1955)
- Frontline Combat nº5 (colorista) (1952)
- The Haunt of Fear nº1, 14–17 (colorista) (1950–1953)
- Impact nº1–5 (colorista) (1955)
- Incredible Science Fiction nº30–33 (colorista) (1955–1956)
- Piracy nº1–7 (colorista) (1954–1955)
- Shock SuspenStories nº6, 9–14, 18 (artista/colorista) (1952–1954)
- Valor nº2–3 (colorista) (1955)
- The Vault of Horror nº16, 34 (colorista) (1950–1954)
- Weird Fantasy nº6–12, 14–16 (colorista) (1951–1952)
- Weird Science-Fantasy nº24, 27, 29 (artista/colorista) (1954–1955)

### Gladstone
- Mickey Mouse nº219 (colorista) (1986)

### GT Labs
- Dignifying Science OGN (dibuixant a llapis) (1999)

### Marvel Comics
- 2001: A Space Odyssey Marvel Treasury Special nº1 (colorista) (1976)
- 2099 Unlimited nº1, 3 (colorist), nº6 (artista/colorista) (1993–1994)
- Alf nº1–18, 20–38, 40–50, Annual nº1–3, Holiday Special nº1–2, Spring Special nº1 (entintadora/colorista) (1988–1992)
- Amazing Adventures nº16 (dibuixant a llapis) (1973)
- Amazing High Adventure nº1, 3–4 (colorista) (1984–1986)
- The Amazing Spider-Man nº186 (colorista), Annual nº5 (guionista/dibuixant a llapis) (1968–1978)
- Astonishing Tales nº20 (dibuixant a llapis/colorista) (1973)
- The A-Team nº1 (dibuixant a llapis/colorista) (1984)
- Battlestar Galactica nº3 (colorista) (1979)
- Bill & Ted's Bogus Journey nº1 (entintadora) (1991)
- Bill & Ted's Excellent Comic Book nº4–12 (entintadora) (1992)
- Captain America vol.1 nº440 (entintadora) (1995)
- Captain Britain nº1–2, 4–7, 10, 15–16 (colorista) (1976–1977)
- Casper nº1 (entintadora) (1995)
- Cat nº1–2 (dibuixant a llapis/colorista) (1972–1973)
- Chamber of Darkness nº2 (dibuixant a llapis) (1969)
- Conan the Barbarian nº10 (dibuixant a llapis), nº69, 72 (colorista) (1971–1977)
- Conan the King nº20 (entintadora) (1984)
- Conan the Reaver GN (colorista) (1987)
- Coneheads nº1–4 (entintadora) (1994)
- Crazy Magazine nº11, 69, 75, 78–79 (artista) (1975–1981)
- Creatures on the Loose nº10 (colorista), nº14 (dibuixant a llapis) (1971)
- Damage Control vol. 2 nº4 (entintadora) (1990)
- The Deep nº1 (colorista) (1977)
- Defenders nº53 (colorista), nº127 (guionista/artista) (1977–1984)
- Doc Savage nº4 (dibuixant a llapis) (1976)
- Doctor Strange vol. 2 nº20, 31 (colorista) (1976–1978)
- Doctor Strange, Sorcerer Supreme nº78–79 (dibuixant a llapis) (1995)
- Droids nº1, 6 (colorista) (1986–1987)
- Epic Battles of the Civil War Volum 1–4 (colorista) (1998)
- Epic Illustrated nº9, 11, 13 (entintadora), nº12 (rotuladora), nº15–20 (colorista) (1981–1983)
- Ewoks nº1–2 (entintadora/colorista) (1985)
- Fallen Angels nº3 (dibuixant a llapis) (1977)
- Fantastic Four nº177 (colorista) (1976)
- Fraggle Rock nº1–8 (artista/ colorista) (1985–1986)
- Francis, Brother of the Universe nº1 (entintadora/colorista) (1980)
- G.I. Joe: A Real American Hero nº28 (dibuixant a llapis) (1984)
- Giant-Size Chillers nº3 (artista) (1975)
- Heathcliff nº53 (artista) (1990)
- Heroes for Hope Starring the X-Men nº1 (colorista) (1985)
- Howard the Duck nº7 (colorista) (1976)
- Hugga Bunch nº2 (colorista) (1986)
- The Hulk nº15 (colorista) (1979)
- Human Fly nº1 (colorista) (1977)
- The Incredible Hulk vol.2 nº102–105, Annual nº1 (dibuixant a llapis), nº190, 354, 358–367 (entintadora) (1968–1990)
- Invaders nº14 (colorista) (1977)
- Iron Fist nº13 (colorista) (1977)
- Iron Man nº82–83, 85 (entintadora), nº108 (colorista) (1976–1978)
- Kickers, Inc. nº2 (colorista) (1986)
- Kid 'n Play nº6 (entintadora) (1992)
- King Arthur and the Knights of Justice nº1–3 (entintadora) (1993–1994)
- Kull the Conqueror nº2–10 (dibuixant a llapis) (1971–1973)
- Kull the Conqueror vol. 2 nº1, 7, 9 (colorista) (1982–1985)
- Kull the Destroyer nº18, 20–21 (colorista) (1976–1977)
- The Life of Pope John Paul II nº1 (colorista) (1983)
- Logan's Run nº1, 3 (colorista) (1977)
- Marvel Comics Super Special nº1–3, 9, 15, 22–23 (colorista), nº20 (dibuixant a llapis/colorista) (1978–1982)
- Marvel Holiday Special nº3 (artista) (1994)
- Marvel Premiere nº50 (colorista) (1979)
- Marvel Spotlight nº12 (colorista) (1973)
- Marvel Super-Heroes vol. 2 nº12 (dibuixant a llapis) (1993)
- Marvel Team-Up nº74 (entintadora/colorista) (1978)
- Marvel Treasury Edition nº12, 24 (colorista) (1976–1980)
- Marvel Two-in-One nº23 (dibuixant a llapis) (1977)
- Midnight Sons Unlimited nº6–7 (artista/colorista) (1994)
- Mighty Mouse nº1–10 (entintadora) (1990–1991)
- Misty nº1–3 (colorista) (1985–1986)
- Monsters on the Prowl nº16 (entintadora) (1972)
- Moon Knight Special nº1 (artista/colorista) (1992)
- Ms. Marvel nº1 (colorista) (1977)
- Muppet Babies nº1, 3–13, 15–16 (artista/colorista) (1985–1987)
- New Warriors Annual nº1 (entintadora) (1991)
- Not Brand Echh nº1–9, 11–13 (artista) (1967)
- Nova nº6, 11 (colorista) (1977)
- Official Handbook of the Marvel Universe nº3, 14 (dibuixant a llapis) (1983–1984)
- Pizzazz nº5, 9–13, 15 (còmic de Star Wars) (colorista) (1978)
- Power Man nº35 (dibuixant a llapis) (1976)
- Power Man and Iron Fist nº60 (dibuixant a llapis/colorista) (1979)
- Psi-Force nº3 (colorista) (1987)
- Punisher 2099 nº7–8, 12 (colorista) (1993–1994)
- Rawhide Kid, vol. 2, nº1 (colorista) (1985)
- Red Sonja vol. 3 nº8 (entintadora) (1985)
- The Ren & Stimpy Show nº9 (entintadora) (1993)
- Royal Roy nº1 (colorista) (1985)
- Sergio Aragonés Massacres Marvel nº1 (entintadora) (1996)
- The Smurfs nº1 (entintadora) (1982)
- The Spectacular Spider-Man nº8 (colorista), nº45, 47–48, 51, 54, Annual nº3, 11 (artista) (1977–1991)
- Spider-Man and the Dallas Cowboys Suplement del diumenge (guionista/dibuixant a llapis) (1983)
- Spider-Man: Christmas in Dallas one-shot promocional (colorista) (1983)
- Spoof nº1–5 (1970–1973)
- Star Team one-shot promocional (colorista) (1977)
- Star Trek nº13 (entintadora) (1981)
- Star Wars nº1, 17 (colorista) (1977–1978)
- Strange Tales nº153–160 (artista) (1967)
- Sub-Mariner nº9, 12–19, 21–23, 44–45 (dibuixant a llapis/colorista) (1969–1972)
- Supernatural Thrillers nº1 (dibuixant a llapis) (1972)
- Tales of Suspense nº73 (colorista) (1966)
- Tales to Astonish nº92–101 (dibuixant a llapis) (1967–1968)
- Tarzan nº1–2 (colorista) (1977)
- Thor nº253, 287 (colorista), 306, 308 (entintadora) (1976–1981)
- Thundercats nº13–16 (colorista) (1987)
- The Tomb of Dracula nº58, 60 (colorista) (1977)
- Toxic Crusaders nº1, 3, 6–7 (entintadora) (1992)
- Transformers: Generation 2 nº1–4 (entintadora) (1993–1994)
- Web of Spider-Man nº27 (colorista) (1987)
- What If... ? vol. 2 nº17 (entintadora) (1990)
- What The--?! nº1, 16, 18, 21, 25–26 (artista/colorista) (1988–1993)

Fonts:

## Premis
- 1974 et 1975 : Premi Shazam a la millor dibuixant humorística
- 1975 : Premi Shazam a la millor història humorística (amb Marv Wolfman) per «Kaspar the Dead Baby», a Crazy n°8
- 1988 : Inkpot Award
- 2001 : Saló de la Fama de Will Eisner
- 2002 : premi Haxtur a l'«Autor que Amamos», pel conjunt de la seva carrera

Posthume
- 2019 : Inkwell Award especial Stacey Aragon, per tota la seva obra.[33]